# Suiyo
Il Suiyo è un vulcano sottomarino (classificato anche come montagna sottomarina) situato nell'Oceano Pacifico al largo della costa orientale del Giappone, posizionato a sud dell'isola di Torishima e dello spuntone roccioso di Sofugan, all'estremità meridionale delle Isole Izu. Il vulcano fa parte del piccolo gruppo di vulcani sottomarini "Shichiyo", chiamati ognuno come uno dei giorni della settimana; 水曜?, suiyō in giapponese significa infatti "mercoledì".

## Struttura
Il Suiyo consiste di una caldera sottomarina di composizione da basaltica a dacitica e di un duomo di lava. La caldera ha un'ampiezza di 1,5 km e una profondità di 500 metri. Il vulcano si innalza di 1.400 metri rispetto al fondale oceanico e arriva fino a 1.418 metri al di sotto della superficie del mare.
La struttura tagliata e usurata dell'edificio vulcanico, suggerisce che esso sia più antico degli altri vulcani del gruppo. Il Suiyo è ricoperto da una spessa copertura di sedimenti, indice di un prolungato periodo di inattività; sui suoi fianchi si osservano faglie e incisioni vallive.

## Anomalia magnetica
Il Suiyo è associato a un'anomalia magnetica: le indagini sul fondale oceanico nella zona circostante il vulcano hanno trovato che a est della montagna è presente un vasto corpo roccioso con anomalia magnetica negativa, mentre a nordovest e a sud sono presenti corpi con anomalie positive. Non è chiara la ragione di questa anomalia, presente anche nelle altre montagne vicine, ma si ritiene che sia il risultato dell'interazione tra campi magnetici diversi risalenti a periodi differenti.

## Attività vulcanica
Nel luglio 1981 è stata osservata un'intensa emissione collegata a attività idrotermale, che ha innalzato la temperatura dell'acqua nel camino di emissione fino a 290 °C; in seguito a questo evento, il vulcano, che era stato fino ad allora considerato estinto, è stato riclassificato come attivo dall'Agenzia meteorologica giapponese.
Un'indagine batimetrica del vulcano ha trovato che nell'area sono predominati i batteri che ossidano lo zolfo e ha concluso il vulcano Suiyo è un incubatoio naturale per questa tipologia microbica.